# NGC 3994
NGC 3994 (другие обозначения — UGC 6936, KCPG 311B, MCG 6-26-59, ARAK 337, ZWG 186.74, VV 249, KUG 1155+325A, ARP 313, PGC 37616) — спиральная галактика в созвездии Большой Медведицы. Открыта Генрихом Луи Д'Арре в 1864 году.
Составляет взаимодействующую пару с галактикой NGC 3995. В галактике имеется по меньшей мере 16 областей звёздообразования. Они расположены в спиральных рукавах, имеют радиусы от 8 до 21 парсек и создают 3,3% потока излучения в дальнем ультрафиолетовом диапазоне. Некоторые из них могут в будущем стать шаровыми скоплениями. Темп звездообразования в галактике оценивается как 2,9 M⊙ в год, звёздная масса — 2,57⋅1010 M⊙.
Галактика NGC 3994 входит в состав группы галактик NGC 3995. Помимо NGC 3994 в группу также входят ещё 10 галактик.
Этот объект входит в число перечисленных в оригинальной редакции «Нового общего каталога».